# 莫頓 (伊利諾伊州)
莫頓（英語：Morton）是位於美國伊利諾伊州塔茲韋爾縣的一個村落。

## 地理
莫頓的座標為40°36′42″N 89°27′48″W / 40.61167°N 89.46333°W，而該地最高點為海拔高度219米（即719英尺）。

## 人口
根據2010年美國人口普查的數據，莫頓的面積為33.83平方千米，當中陸地面積為33.72平方千米，而水域面積為0.11平方千米。當地共有人口16267人，而人口密度為每平方千米480人。